# Kryddnejlika
Kryddnejlika (Syzygium aromaticum, även kallad nejlika i affär) är ett träd från Moluckerna i familjen myrtenväxter. Kryddnejlika kallas även de torkade blomknoppar, som används som krydda. 

## Beskrivning
Trädet kryddnejlika kan bli 10 meter högt. Dess blad är mörkgröna på ovansidan och ljusare undertill, och blir omkring tio centimeter långa. Knopparna är blekgula i början av tillväxtperioden, men blir efter hand gröna, och slutligen röda, innan de spricker ut. Blommorna är gulrosa och doftande och sitter i grupper tre och tre. Antalet ståndare är mycket stort. De sitter i en ring runt en ensam pistill. Frukterna är mörklila bär som nästan ser ut som blåbär. Kryddnejlika har höga halter av antioxidanter, bland annat eugenol.

## Habitat
Växten är ursprungligen från Moluckerna en ögrupp i Indonesien. Med stor svårighet lyckades Frankrike introducera kryddnejlikaträd till Mauritius år 1770. Det introducerades senare till Guyana', Brasilien, Antillerna och Zanzibar som var en gång världens största exportör av växten. De ledande exportörerna av kryddnejlika idag är Indonesien, Madagaskar, Sri Lanka, Singapore och Förenade arabemiraten.

## Etymologi
Släktnamnet Syzygium är det latinska namnet på kryddnejliksläktet men syftningen är oklar. Artnamnet aromaticum är latin och betyder av kryddor med förebild av grekiska αρομα (aroma), som betyder krydda.

## Användning
Torkade frukter av kryddnejlika ingår som smaksättare i många matrecept. I Sverige är den populär att använda kring julen då de till exempel sätts fast i skalet av oskalade apelsiner och sprider sin distinkta, starka doft, så kallad julapelsin eller pomander.
I Indonesien förekommer kretek, som är en typ av cigaretter, där tobaken blandats med torkade kryddnejlikor.

## Bilder

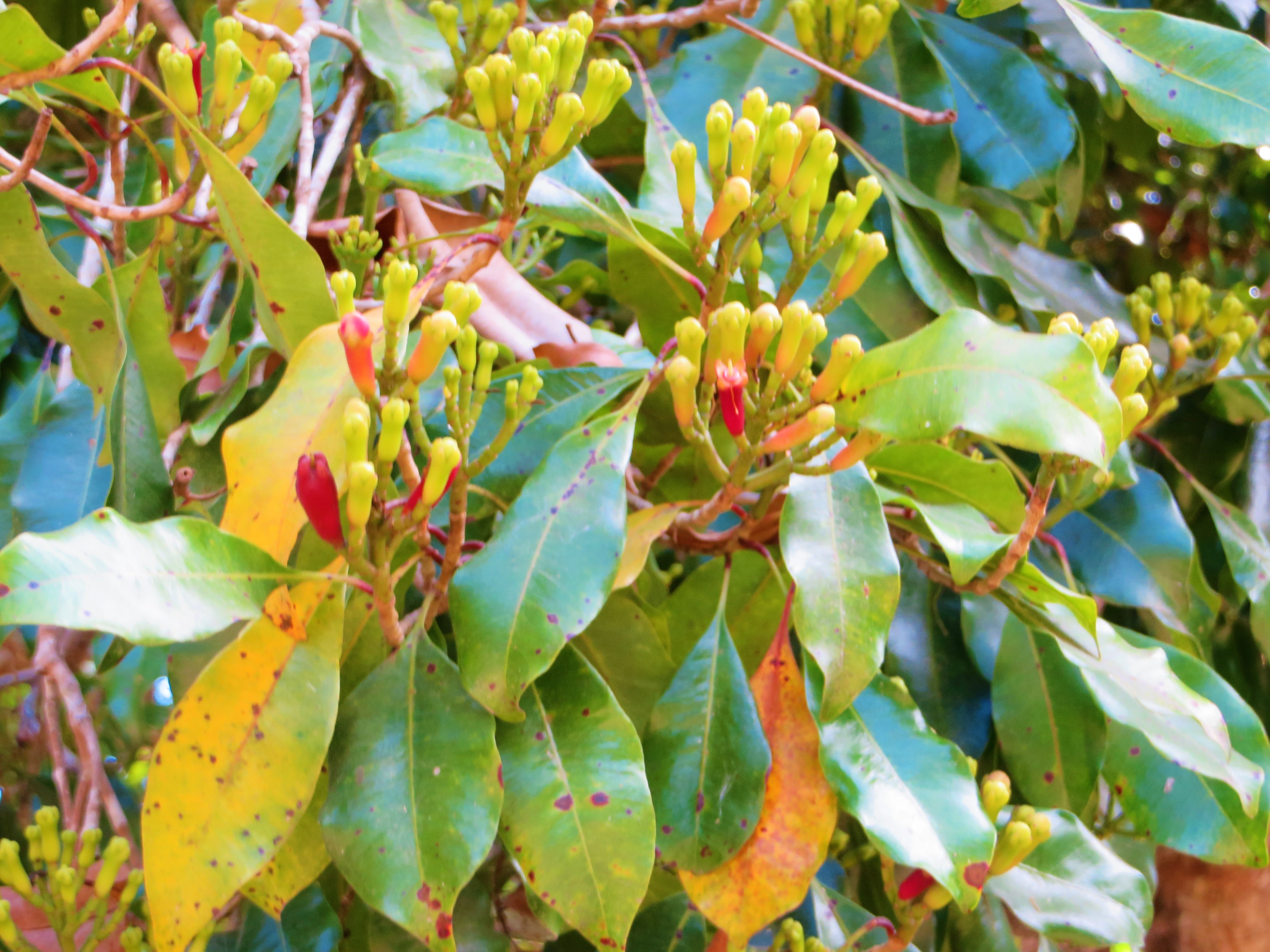
Knoppar och blad av kryddnejlika i början av tillväxtperioden. Några har uppnått det röda stadiet.
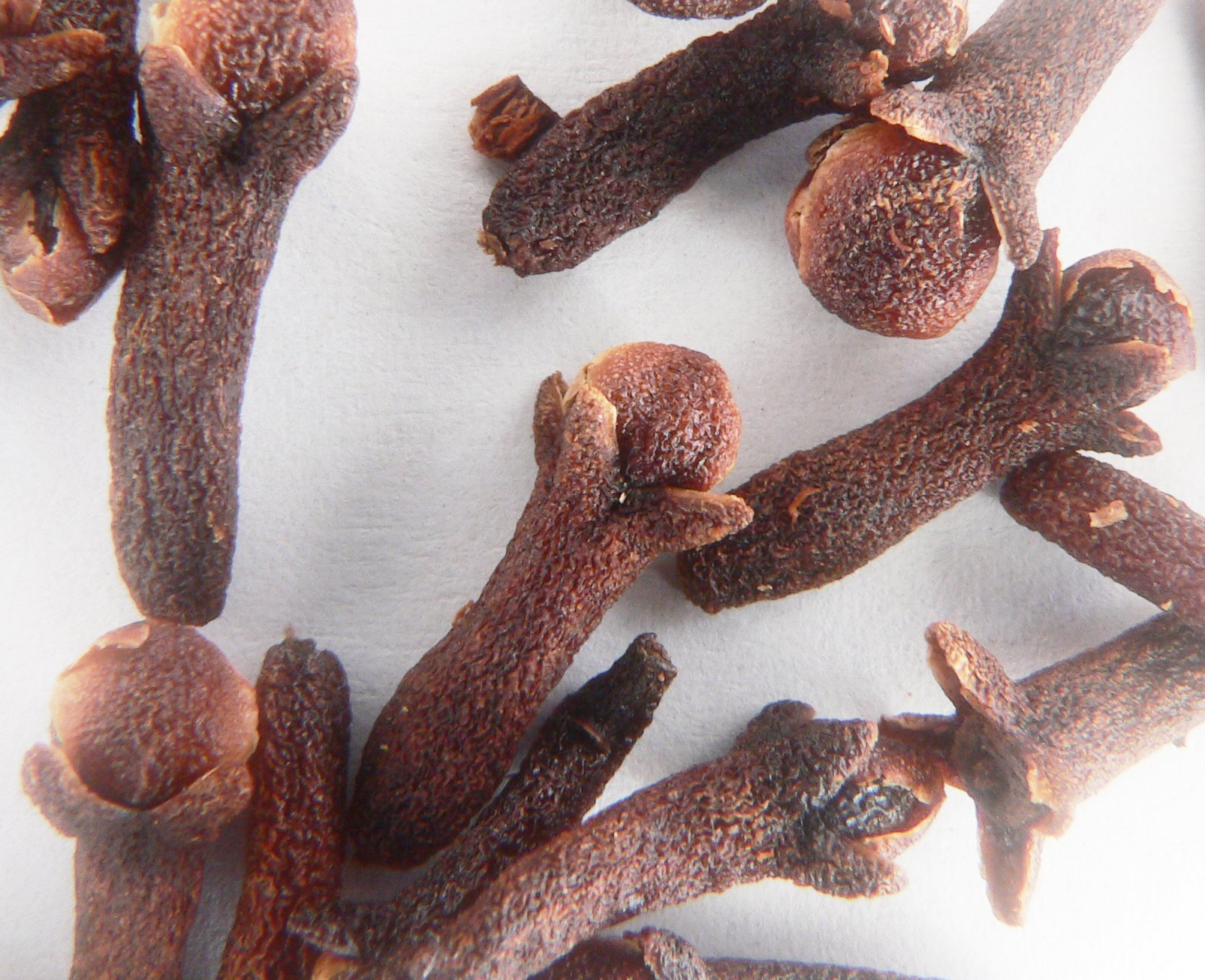
Torkade kryddnejlikafrukter.
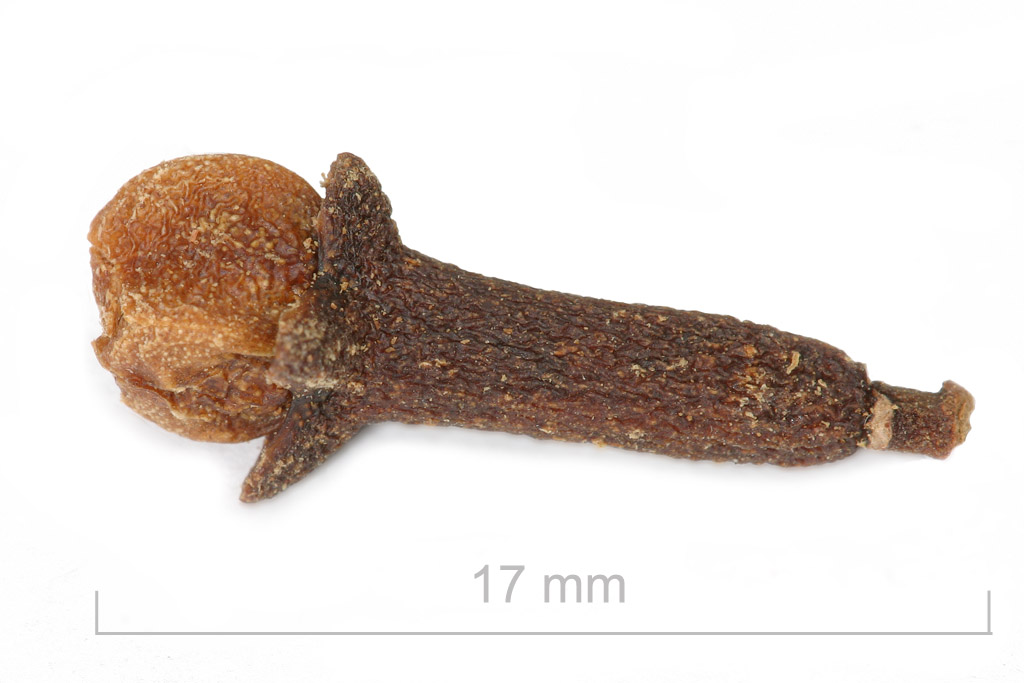
Närbild av kryddnejlikafrukt.
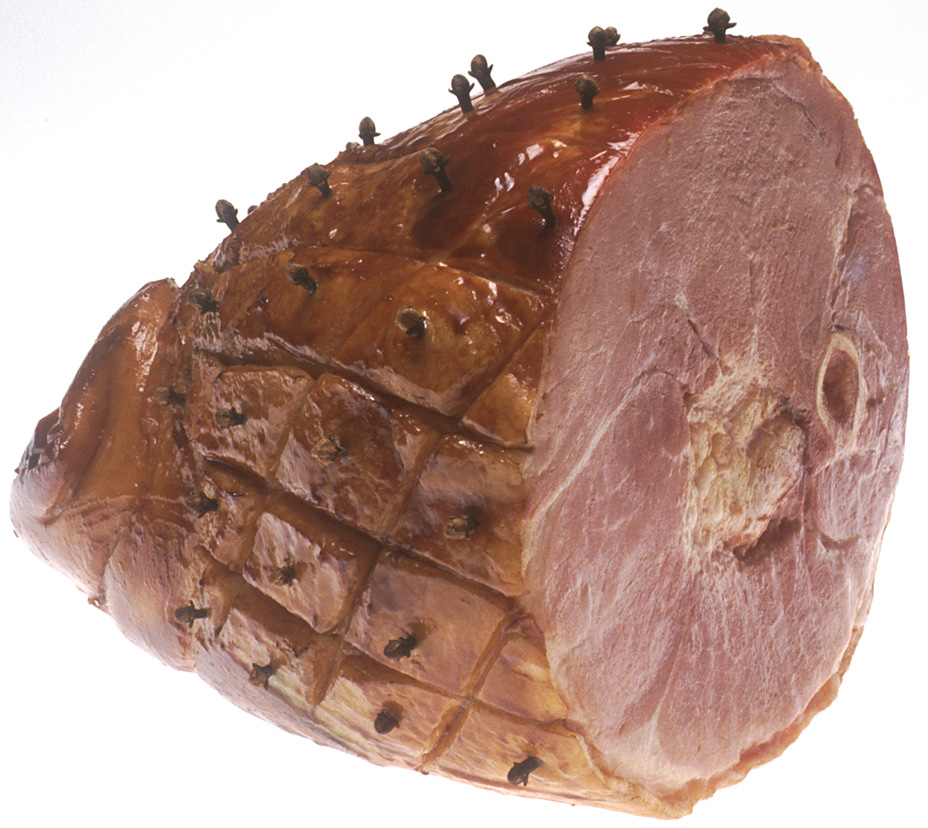
Nejlikskinka.
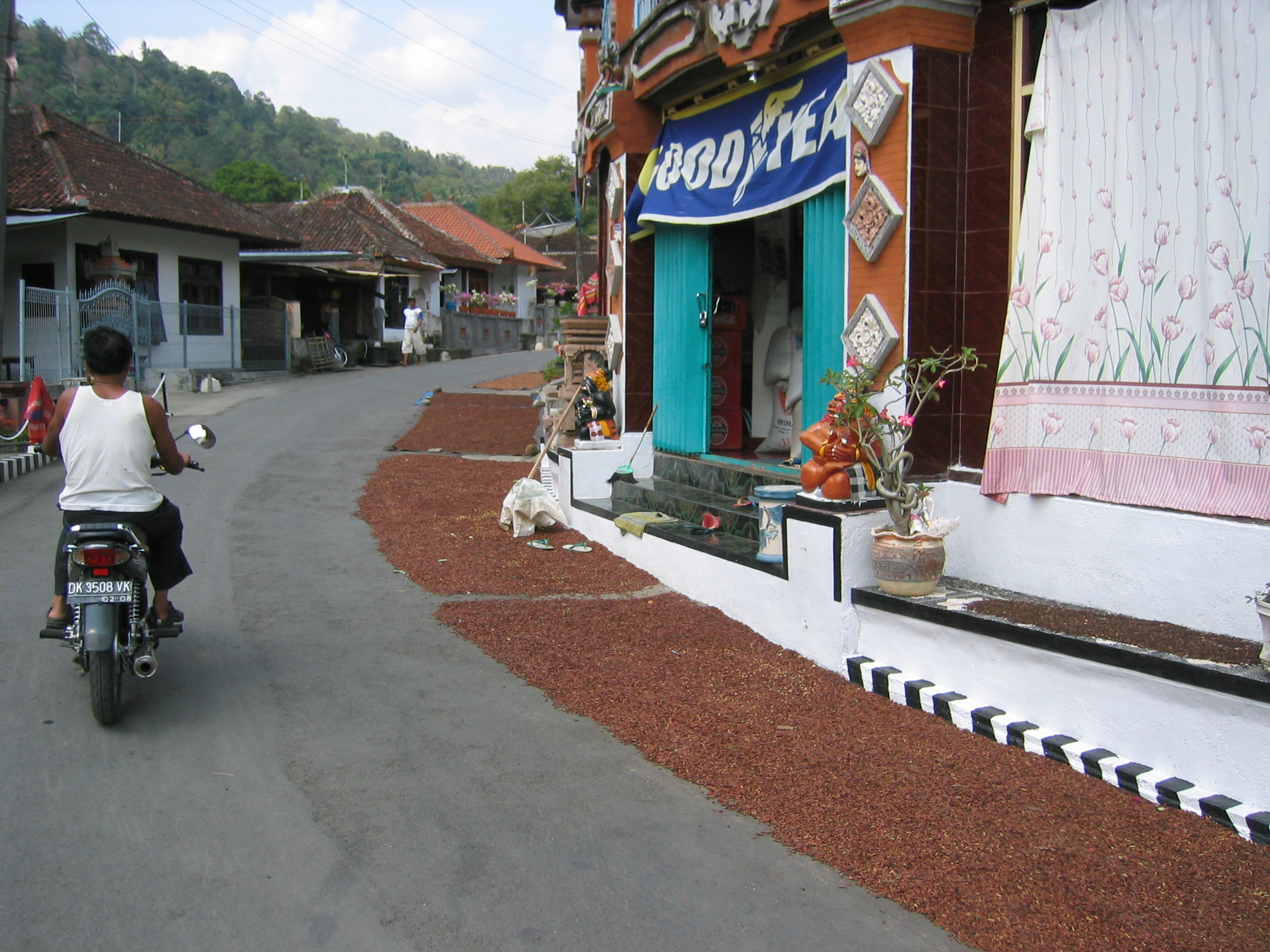
Odlarna har lagt kryddnejlikor på tork på en gatukant i Bali.
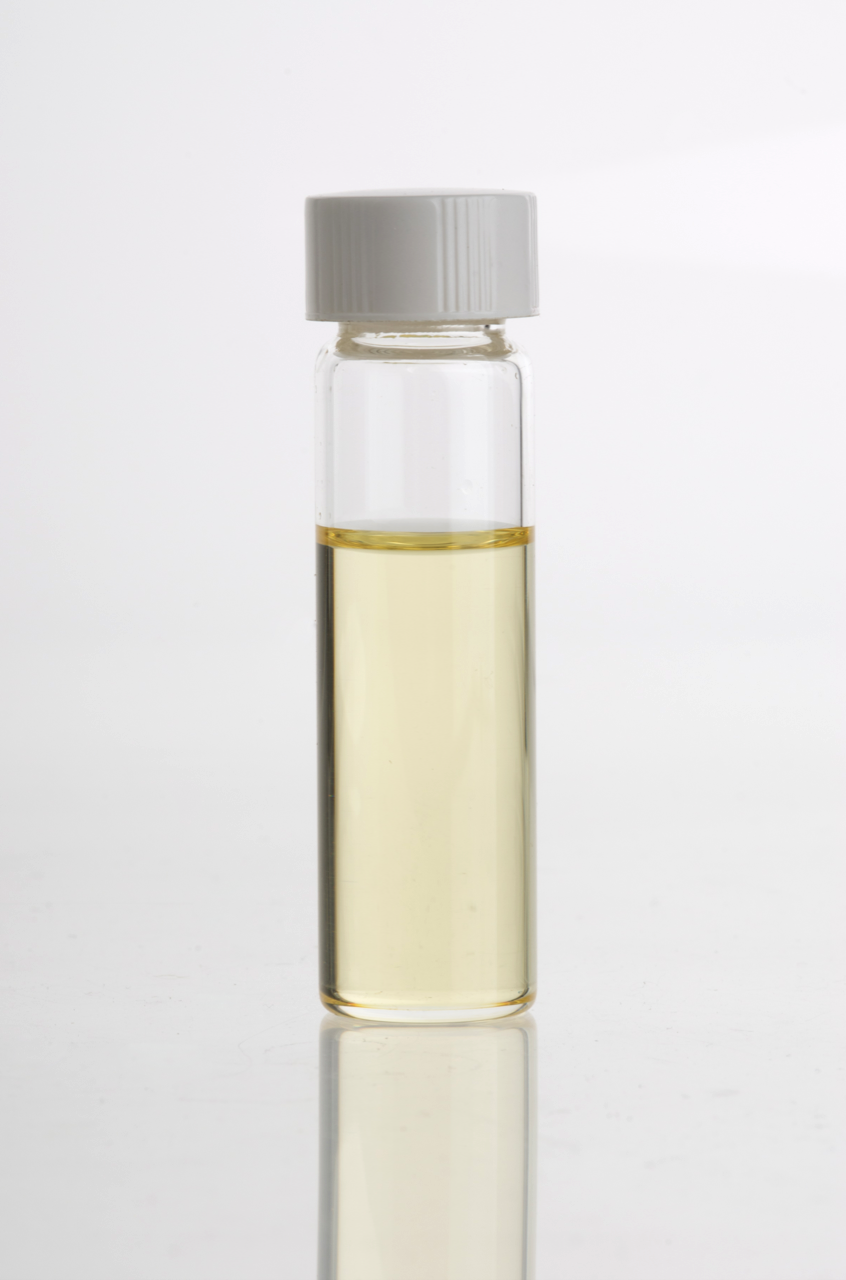
Kryddnejlikaolja.